# Problema dos chapéus
O problema dos chapéus é um problema de lógica clássico, atribuído a Todd Ebert. É uma questão de estratégia sobre um jogo cooperativo.

## Enunciado do problema
Há n jogadores, pelo menos 3, e eles estão cada um usando um chapéu. Os chapéus são de cor preta ou branca, e há pelo menos um chapéu de cada cor. Cada jogador pode ver a cor do chapéu de todos os outros jogadores, mas não pode ver a cor de seu próprio chapéu. Sem se comunicar com qualquer outro jogador, cada jogador deve dizer a cor de seu próprio chapéu, se tiver certeza, imediatamente após um sinal feito, e se ninguém responder, após algum tempo outro sinal será feito. Como podem descobrir?